# Saint-Martin-des-Besaces
Pour les articles homonymes, voir Saint-Martin.
Saint-Martin-des-Besaces est une ancienne commune française, située dans le département du Calvados en région Normandie, devenue le 1er janvier 2016 une commune déléguée au sein de la commune nouvelle de Souleuvre en Bocage.
Elle est peuplée de 1 193 habitants.

## Géographie
Le territoire communal s'étend sur environ 10 km d'est en ouest, pour une largeur moyenne d'environ 2 km à laquelle s'ajoute au nord-est le territoire de la commune associée de La Ferrière-au-Doyen formant grossièrement un losange de 2,5 km de côté. Saint-Martin-des-Besaces se situe au nord du Bocage virois et est limitrophe du département de la Manche.
La commune est traversée dans sa longueur (d'est en ouest) par l'ancienne route nationale 175, dorénavant déclassée en D 675, qui emprunte le bourg à mi-chemin du territoire communal. La sortie no 41 de l'autoroute française A84, qui passe par deux endroits du territoire, permet l'accès rapide à Saint-Martin par le nord (l'échangeur est situé sur la commune voisine de Saint-Ouen-des-Besaces), en empruntant la départementale 53 qui relie Saint-Martin à Caumont-l'Éventé. Vers le sud, cette départementale permet de rejoindre Le Tourneur, puis Vire. La départementale 165, qui traverse le sud du bourg, relie La Ferrière-Harang au sud-ouest et Brémoy au sud-est.
La Drôme, sous-affluent de la Vire (par l'Aure), prend sa source à l'ouest de la commune, près du lieu-dit le Grand Cauville. C'est également à la Drôme que la commune associée de La Ferrière-au-Doyen donne ses eaux par le ruisseau de la Planche au Prêtre qui délimite le territoire avec Saint-Jean-des-Essartiers. Mais l'essentiel du territoire de Saint-Martin-des-Besaces est dans le bassin de la Souleuvre, autre affluent de la Vire, par l'intermédiaire du Roucamps et de quelques ruisseaux affluents, dont la Petite Souleuvre qui fait fonction de limite avec Le Tourneur.
Le point culminant est à la cote 308 m et est situé au nord-est du territoire à proximité du lieu-dit la Butte (ce fut un des premiers objectifs de l'opération Bluecoat). Le point le plus bas est à la sortie de la Petite Souleuvre du territoire, au sud-ouest, la rivière prenant alors le nom de Roucamps. L'atlas de paysages de la Basse-Normandie situe la commune presque entièrement sur le synclinal bocain dont le paysage est caractérisé par des forêts de crêtes alternant avec des paysages ouverts aux larges panoramas.
Le territoire comprend deux parties boisées. La Forêt-l'Évêque s'étend à l'ouest et chevauche la limite avec La Ferrière-Harang, tandis que le bois de Brimbois, principalement situé sur Brémoy, déborde sur l'est du territoire.
Le climat est océanique, comme dans tout l'Ouest de la France. La station météorologique la plus proche est Caen-Carpiquet, à 35 km, mais Granville-Pointe du Roc est à moins de 60 km. Le Bocage virois s'en différencie toutefois pour la pluviométrie annuelle qui, à Saint-Martin-des-Besaces, avoisine les 1 000 mm.
La commune étant en pays bocager, les envillagements sont nombreux. Les lieux-dits sont, du nord-ouest à l'ouest, dans le sens horaire : les Hauts Champs, le Grand Cauville, le Petit Cauville, la Grange Cauchard, l'Hôtel Mittas, le Reculey, la Jouannelière, le Hameau Deschamps, les Bouillons, le Vieux Louvre, la Turinière, le Bourg, les Blanches Landes (au nord), la Petite Bergerie, la Bourgonnerie, le Hameau Galet, les Trois Fontaines, la Blancapierre, la Butte, le Haut Moisson, la Bergerie, Brimbois, Montbosq, le Hameau Roger (à l'est), le Moulin de Montbosq, le Hameau Farcy, le Parc, le Hameau Briard, le Hameau Besnard, le Hameau Brunet, la Recarderie, la Mancellière, le Hameau Bellery, le Pont au Royer, la Varinière, le Moulin du Chevalier, le Loup Pendu, le Haut Hamel, le Bas Hamel, l'Hôtel au Brun, le Val Vassel (au sud), le Moulin du Plessis, la Fieffe Carel, l'Hôtel Seguin, le Haut Four, le Mesnil, le Houdan, le Passous, la Fieffe Béziers, la Sermone, la Varinière, la Haute Varinière, la Queue de la Place, l'Ermitage, le Hameau Cuiret, le Val, l'Hôtel Hébert, l'Hôtel Varin, le Hameau Pin, la Houssaie, le Ramachard, la Fieffe Bosruel, les Rives, la Couaille (à l'ouest), la Tuniquerie et la Gauterie. Les lieux-dits de La Ferrière-au-Doyen sont : le Bourg de La Ferrière, l'Hôtel Pinel, la Barretière, le Tirhoux, la Croix Rabotla Route, le Pont des Aunaies, la Forge, Bailleul, le Village Martin, les Hagues et la Rue.
| Placy-Montaigu (Manche)                                                                                      | Saint-Ouen-des-Besaces (comm. nouv. de Souleuvre en Bocage)                                                     | voir ci-dessous                                          |
| Guilberville (comm. nouv. de Torigny-les-Villes, Manche), Mont-Bertrand (comm. nouv. de Souleuvre en Bocage) | Saint-Martin-des-Besaces                                                                                        | Brémoy                                                   |
| La Ferrière-Harang (comm. nouv. de Souleuvre en Bocage)                                                      | Saint-Denis-Maisoncelles (comm. nouv. de Souleuvre en Bocage), Le Tourneur (comm. nouv. de Souleuvre en Bocage) | Brémoy, Le Tourneur (comm. nouv. de Souleuvre en Bocage) |

| Au nord de la limite avec Saint-Ouen-des-Besaces, le découpage territorial au nord-est de l'ancienne commune de La Ferrière-au-Doyen (elle-même située au nord-est de Saint-Martin-des-Besaces) prend une configuration complexe. La Ferrière est successivement limitrophe de Saint-Jean-des-Essartiers, Les Loges, puis une étroite bande de terrain de 50 mètres, s'étendant vers le nord sur 1,5 kilomètre, va de nouveau rejoindre Saint-Jean-des-Essartiers et côtoyer une enclave de Cahagnes. Un peu plus au sud, ce sont Saint-Pierre-du-Fresne, Jurques et enfin Brémoy qui sont limitrophes. |

## Toponymie
Le toponyme est attesté sous les formes Bisacia en 1144 (livre noir de Bayeux, p. 437), Sanctus Martinus de Besachia en 1198 (magni rotuli, p. 24), Sanctus Martinus de Bisachia au XIVe siècle, Saint-Martin des Besaces en 1375 (rôles du chap. de Bayeux), La Besaiche et Bisacia seu Bisachia en 1460 (dénomb. de l’év. de Bayeux), Saint Martin de la Besace au XVIIIe sièclevers 1768.
Saint-Martin est un ancien hameau de la commune de la Ferrière-au-Doyen.
Saint-Martin-des-Besaces doit son nom à Martin de Tours. Besaces vient de l'ancien français baselche, basoche (« église »), très altéré en besace. L'endroit devait donc avoir la particularité d'avoir plusieurs églises (Saint-Martin et Saint-Ouen ?). La forêt de la Besace est l'ancien nom de la forêt l'Évêque et le prieuré de l'Hermitage était établi sur ce qui est aujourd'hui sa lisière nord, peut-être sa chapelle a-t-elle inspiré également cette désignation.
Au XVIIIe siècle la commune est aussi appelée les « Grandes-Besaces ».
Le gentilé est Besaçais.

## Histoire

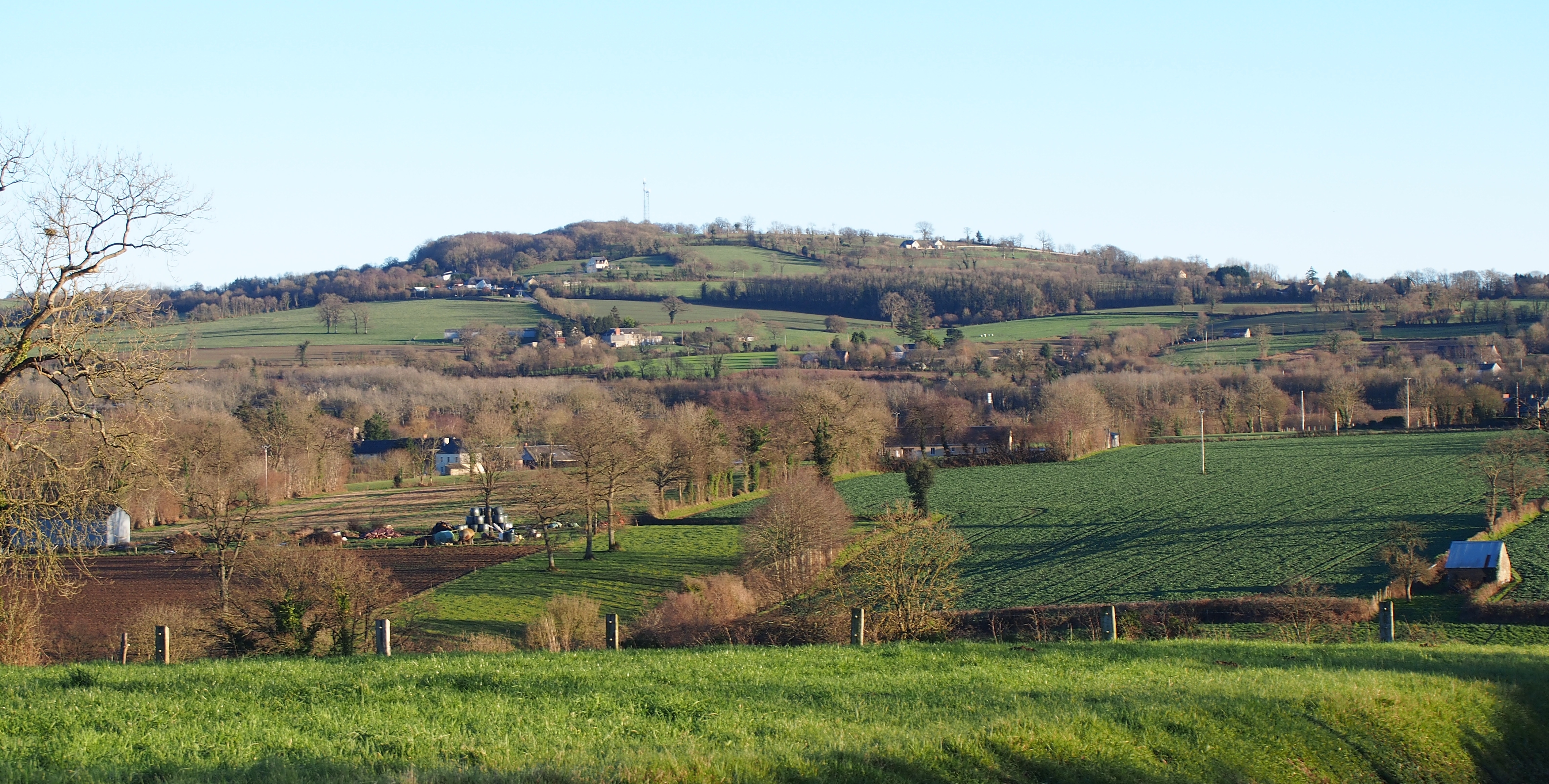
La colline de la cote 309.

La commune est libérée de l'occupation allemande par la 11e division blindée britannique le 31 juillet 1944, après la prise de la cote 309 la veille, à l'est du bourg, lors de l'opération Bluecoat.
En 1973, Saint-Martin-des-Besaces (1 063 habitants en 1968) fusionne avec La Ferrière-au-Doyen (111 habitants), commune au nord-est de son territoire qui garde alors le statut de commune associée. La Ferrière-au-Doyen avait été chef-lieu d'un canton supprimé lors du redécoupage cantonal de l'an IX (1801).
Le 1er janvier 2016, Saint-Martin-des-Besaces intègre avec dix-neuf autres communes la commune de Souleuvre en Bocage créée sous le régime juridique des communes nouvelles instauré par la loi no 2010-1563 du 16 décembre 2010 de réforme des collectivités territoriales. Les communes de Beaulieu, Le Bény-Bocage, Bures-les-Monts, Campeaux, Carville, Étouvy, La Ferrière-Harang, La Graverie, Malloué, Montamy, Mont-Bertrand, Montchauvet, Le Reculey, Saint-Denis-Maisoncelles, Sainte-Marie-Laumont, Saint-Martin-des-Besaces, Saint-Martin-Don, Saint-Ouen-des-Besaces, Saint-Pierre-Tarentaine et Le Tourneur deviennent des communes déléguées et Le Bény-Bocage est le chef-lieu de la commune nouvelle. La fusion avec La Ferrière-au-Doyen devient de ce fait totale, la création d'une commune nouvelle rendant caduques les associations des communes déléguées.

## Politique et administration
| Période                                  | Période        | Identité               | Étiquette | Qualité              |
| ---------------------------------------- | -------------- | ---------------------- | --------- | -------------------- |
| 9 août 1936                              | 17 mai 1945    | Emmanuel Vergy         |           |                      |
| 17 mai 1945                              | 7 février 1950 | André Heurtevent       |           |                      |
| 26 mars 1950                             | 13 juin 1968   | Eugène Théodore        |           |                      |
| 1 août 1968                              | 26 mars 1971   | M. Lanfranc de Panthou |           |                      |
| ?                                        | mars 2001      | Pierre Prunier         | SE        |                      |
| mars 2001                                | décembre 2015  | Colette Lesouef        | SE        | Secrétaire comptable |
| Les données manquantes sont à compléter. |                |                        |           |                      |

Le conseil municipal était composé de quinze membres dont le maire et quatre adjoints. Un des conseillers était maire délégué de la commune associée de La Ferrière-au-Doyen. Ces conseillers intègrent au complet le conseil municipal de Souleuvre-en-Bocage le 1er janvier 2016 jusqu'en 2020 et Colette Lesouef devient maire délégué.

### Enseignement
Saint-Martin-des-Besaces dispose d'une école maternelle et d'une école élémentaire publiques.

## Démographie
En 2022, la commune comptait 1 193 habitants. Depuis 2004, les enquêtes de recensement dans les communes de moins de 10 000 habitants ont lieu tous les cinq ans (en 2006, 2011, 2016, etc. pour Saint-Martin-des-Besaces) et les chiffres de population municipale légale des autres années sont des estimations.
Saint-Martin-des-Besaces a compté jusqu'à 1 600 habitants en 1841. La Ferrière-au-Doyen avait atteint sa population maximale en 1806 (243 habitants). Au recensement de 2010, Saint-Martin est la commune la plus peuplée du canton du Bény-Bocage (1 161 habitants contre 1 125 pour La Graverie).
| 1793  | 1800  | 1806  | 1821  | 1831  | 1836  | 1841  | 1846  | 1851  |
| ----- | ----- | ----- | ----- | ----- | ----- | ----- | ----- | ----- |
| 1 242 | 1 349 | 1 331 | 1 340 | 1 530 | 1 510 | 1 600 | 1 554 | 1 431 |

| 1856  | 1861  | 1866  | 1872  | 1876  | 1881  | 1886  | 1891  | 1896  |
| ----- | ----- | ----- | ----- | ----- | ----- | ----- | ----- | ----- |
| 1 421 | 1 385 | 1 347 | 1 337 | 1 372 | 1 334 | 1 316 | 1 348 | 1 264 |

| 1901  | 1906  | 1911  | 1921  | 1926  | 1931  | 1936  | 1946  | 1954  |
| ----- | ----- | ----- | ----- | ----- | ----- | ----- | ----- | ----- |
| 1 312 | 1 301 | 1 261 | 1 154 | 1 202 | 1 200 | 1 127 | 1 096 | 1 104 |

| 1962  | 1968  | 1975  | 1982 | 1990 | 1999  | 2006  | 2011  | 2016  |
| ----- | ----- | ----- | ---- | ---- | ----- | ----- | ----- | ----- |
| 1 131 | 1 063 | 1 049 | 981  | 986  | 1 061 | 1 139 | 1 154 | 1 177 |

| 2019  | - | - | - | - | - | - | - | - |
| ----- | - | - | - | - | - | - | - | - |
| 1 193 | - | - | - | - | - | - | - | - |

## Économie
En 2009, le revenu fiscal médian par ménage était de 14 507 €. La population âgée de 15 à 64 ans s'élevait à 653 personnes, parmi lesquelles on comptait 72,0 % d'actifs dont 64,4 % ayant un emploi. On comptait 256 emplois dans la zone d'emploi, contre 249 en 1999. Le nombre d'actifs ayant un emploi résidant dans la zone d'emploi étant de 429, l'indicateur de concentration d'emploi est de 59,8 %, la zone d'emploi offre donc six emplois pour dix habitants actifs.

## Lieux et monuments
- Église Saint-Martin du XVIIIe siècle.
- Mairie du XIXe siècle.
- Halle du XIXe siècle.
- Musée de la Percée du bocage, inauguré en juin 1983. Il retrace l'opération Bluecoat du 30 juillet 1944 qui permit de libérer la ville.
- Stèle du brigadier Barttelot, commandant du 4th Battalion Coldstream Guards, unité qui prit la cote 309 le 30 juillet 1944.
- Prieuré de l'Ermitage, construit par les moines de l'abbaye d'Ardenne (Saint-Germain-la-Blanche-Herbe), sur un terrain boisé donné par l'évêque de Bayeux à la fin du XIIe siècle. Quelques-uns des bâtiments subsistent.
- Église Notre-Dame de La Ferrière-au-Doyen.
- Vestiges d'une motte féofale[20] entre le Hamel Aubrun et le cours de la Souleuvre[21].

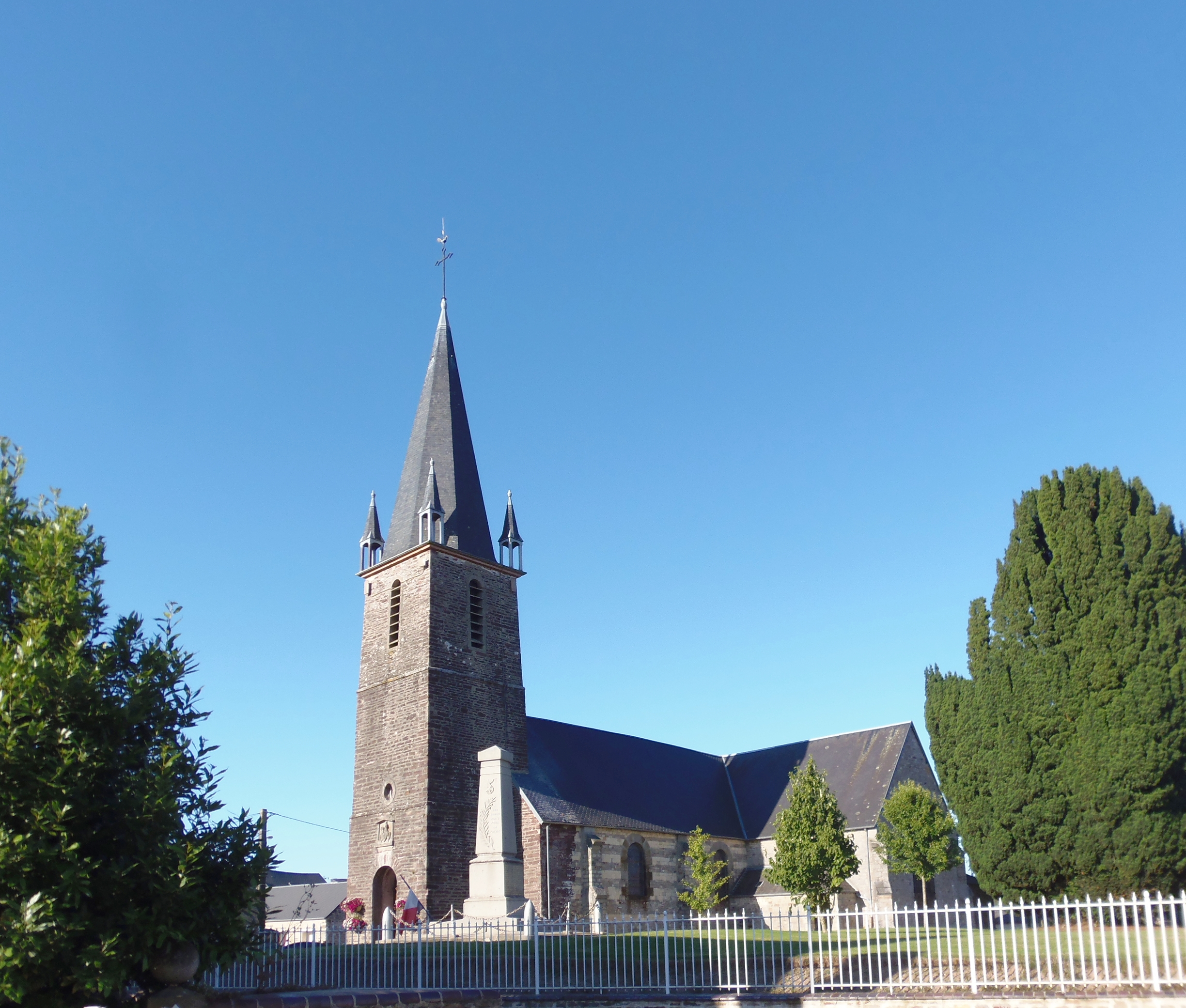
L'église Saint-Martin.
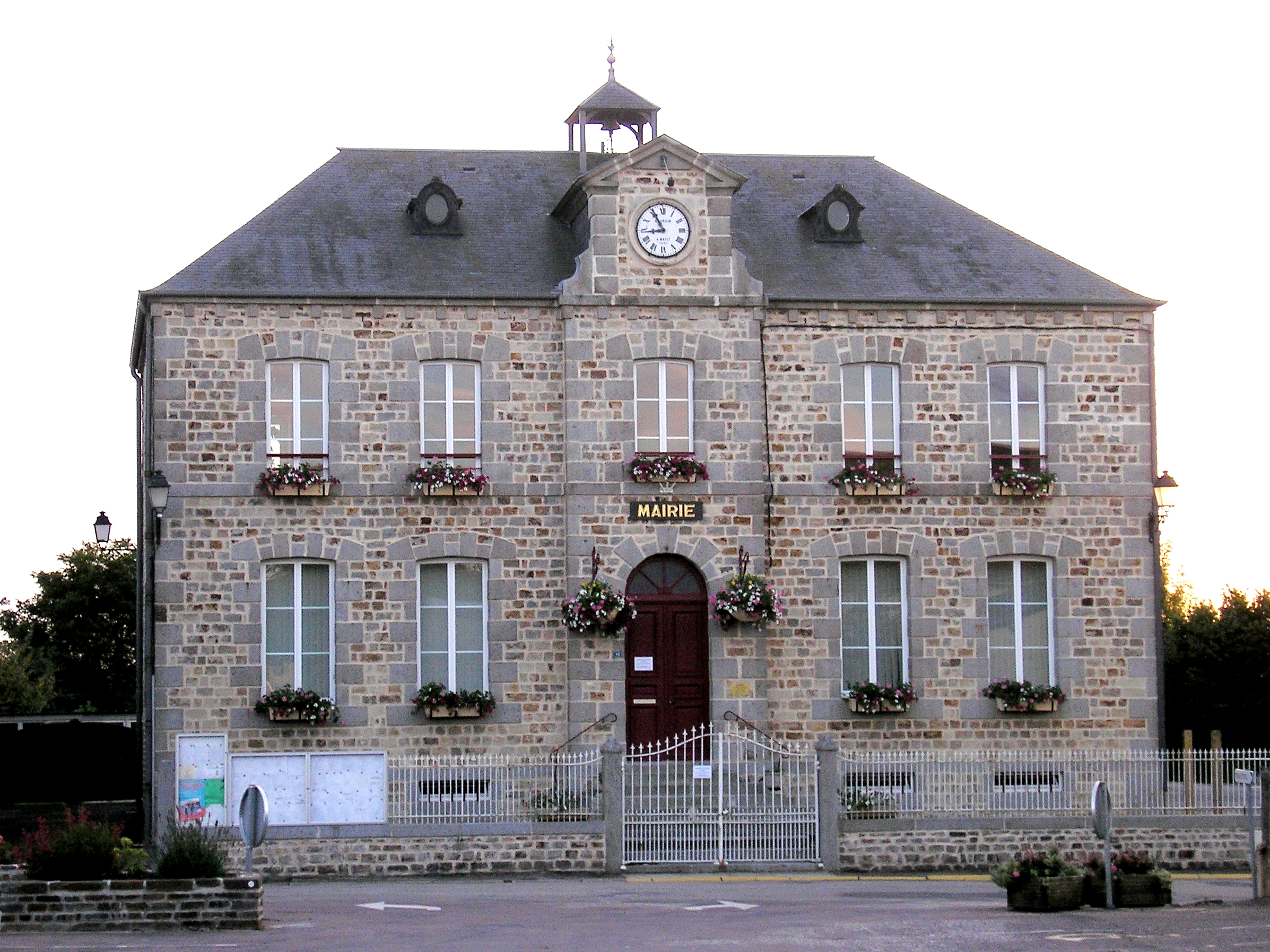
La mairie.

## Activité et manifestations

### Sports
Le club Les Jeunes Footballeurs besaçais a fait évoluer une équipe de football en division de district jusqu'en 2010.
Le club de basketball de Saint-Martin-des-Besaces (USLB : Union sportive la Besace) fut créé en 1949 par la famille Madeleine. Il a perduré jusqu'en 1993 avant de fusionner avec celui de Villers-Bocage.[réf. nécessaire]

### Jumelages
- Slaugham (en) (Royaume-Uni) depuis 1974.

## Personnalités liées à la commune
- Le prince Honoré V Grimaldi de Monaco (1778-1841) possédait un château à Montbosq[23],[24].
- Guy Deschamps, Dico d'or, champion senior professionnel 2000 de la Dictée des Amériques.